# Manuel Calécas
Manuel Calécas, né à Constantinople vers le milieu du XIVe siècle, mort à Mytilène en 1410, est un rhéteur et théologien orthodoxe byzantin, rallié à l'Église catholique et devenu dominicain.

## Biographie
Opposant de toujours, dans l'Église grecque, au courant de Grégoire Palamas (comme son parent le patriarche de Constantinople Jean Calécas, déposé pour cette raison en 1347), il fit un séjour au monastère dans sa jeunesse, mais sans prononcer de vœux (selon l'institution de l'adelphaton), puis revint à la vie séculière et ouvrit une école de grammaire et de rhétorique dans la capitale. Il réussit mal, selon son témoignage, dans cette profession. Avant 1391, année où il se fit le disciple de Démétrios Cydonès (chef de file des « latinophrones »), il rédigea un traité de théologie intitulé Περὶ πίστεως καὶ περὶ τῶν ἀρχῶν τῆς καθολικῆς πίστεως (Sur la foi et sur les principes de la foi catholique), exposé de la doctrine chrétienne en dix chapitres, s'appuyant notamment sur les œuvres de saint Augustin et de saint Thomas d'Aquin que les frères Cydonès avait traduites en partie en grec ; mais il ne touchait pas aux points controversés entre les deux Églises.
En 1391, il rencontra Démétrios Cydonès de retour d'un voyage à Venise et se lia à lui, devenant pour lui secrétaire et copiste. Il se mit alors à étudier la langue latine et les œuvres de la théologie scolastique occidentale, nouant des liens étroits avec d'autres disciples de Cydonès comme Maxime Chrysobergès, qui était entré dans l'ordre dominicain en 1390. Il sympathisa également avec Manuel Chrysoloras, et fin 1395 avec le Florentin Jacopo d'Angelo, venu avec la recommandation du chancelier Coluccio Salutati, et avec qui il établit ensuite une correspondance durable.
Mais l'ambiance, à Constantinople, était de plus en plus hostile aux opposants au palamisme. Il fut sommé de souscrire au tome synodal de 1351, qui consacrait cette doctrine, et plutôt que de se plier à cette injonction, il se réfugia dans la colonie génoise de Péra, où se trouvait un couvent dominicain (automne 1396) ; il y intégra formellement l'Église latine. En 1399, il quitta Péra pour le Péloponnèse, puis la Crète où Démétrios Cydonès était mort peu auparavant et où il composa une épitaphe pour sa tombe. Il y prit part, avec Maxime Chrysobergès, aux disputes avec l'intraitable anti-latin Joseph Bryennios. En 1401, il était à Milan, dans le monastère bénédictin de Saint-Ambroise. En 1403, il retourna brièvement à Constantinople, puis fit un séjour sur l'île de Chios, et à l'été 1404 se fixa définitivement à Mytilène, où il revêtit l'habit des dominicains. Bien qu'il ne fût pas prêtre, on lui confia la charge de la chapelle Saint-Jean de Mytilène, où il fut enseveli à sa mort.
Après son ralliement à la papauté, il rédigea plusieurs ouvrages théologiques prenant clairement parti pour la doctrine occidentale et contre le palamisme : le Περὶ οὐσίας καὶ ἐνεργείας (Sur l'essence et l'énergie), violente attaque contre le tome de 1351 ; le Περὶ τῆς τοῦ Ἁγίου Πνεύματος ἐκπορεύσεως (Sur la procession du Saint-Esprit) ; le grand traité en quatre livres qu'il laissait à sa mort et qu'on connaît en latin sous le nom d'Adversus Græcos. Ce dernier ouvrage fut apporté à Rome par le légat pontifical Antoine de Massa, retour de Constantinople, en 1422, et dès 1424, le pape Martin V le fit traduire en latin par Ambrogio Traversari (dit aussi en français « Ambroise le Camaldule »), l'original grec ayant été ensuite perdu. 
Manuel Calécas, dans le sillage des Cydonès, traduisit aussi plusieurs textes théologiques latins en grec, notamment le De Trinitate de Boèce et le Cur Deus homo de saint Anselme. Il a d'autre part laissé une correspondance de quatre-vingt-neuf lettres, dont les autographes sont conservés dans le Vat. gr. 1879 (lettres 1-12 : de Constantinople ; lettres 13-82 : de Péra entre 1396 et 1399 ; lettres 83-89 : de Mytilène entre 1404 et 1410). 

## Éditions
- PG 152 (réimpr. Brepols, Turnhout, 1977).
- Raymond-Joseph Loenertz (éd.), Correspondance de Manuel Calécas, Studi e Testi 152, Città del Vaticano, 1950.
- Andrea Massimo Cuomo, « La terza messa ambrosiana di natale tradotta in greco e commentata da Manuele Caleca », Ricerche storiche sulla chiesa ambrosiana 27, 2010, p. 9-99.
- Pierre Stévart (éd.), Adversus errores Græcorum libri IV (traduction latine d'Ambrogio Traversari), Ingolstadt, 1608, et Bibliotheca veterum patrum et auctorum ecclesiasticorum.